# Lê Quốc Phong
Lê Quốc Phong (sinh ngày 3 tháng 5 năm 1978) là một chính khách Việt Nam. Ông hiện là Ủy viên Trung ương Đảng khóa XIII, Trưởng Đoàn đại biểu Quốc hội khóa XV tỉnh Đồng Tháp, Bí thư Tỉnh ủy Đồng Tháp.

## Tiểu sử
Ông sinh ngày 3 tháng 5 năm 1978, quê quán ở quận Hoàn Kiếm, thành phố Hà Nội.
- Từ 9/1993 – 9/1995: Ủy viên BCH Đoàn trường THPT chuyên Lê Hồng Phong.
- Từ 3/1997 – 11/1999: Ủy viên BTV, Phó Bí thư Đoàn trường, Chủ tịch Hội Sinh viên trường Đại học Khoa học tự nhiên TP Hồ Chí Minh. Ủy viên BCH Trung ương Hội Sinh viên Việt Nam, Ủy viên Ban Thư ký Hội Sinh viên TP Hồ Chí Minh.
- Từ 11/2002 – 12/2004: Bí thư Đoàn trường Đại học Khoa học Tự nhiên TP Hồ Chí Minh, Ủy viên BCH Trung ương Hội Sinh viên Việt Nam, Ủy viên Ban thư ký Hội sinh viên TP Hồ Chí Minh. Phó trưởng Phòng công tác chính trị trường Đại học Khoa học tự nhiên TP Hồ Chí Minh (từ 4/2003), Bí thư chi bộ Sinh viên, Ủy viên BCH Đảng bộ Trường Đại học Khoa học Tự nhiên TP Hồ Chí Minh, Phó Bí thư Ban cán sự Đoàn Đại học quốc gia TP Hồ Chí Minh, Ủy viên BCH Thành Đoàn TP Hồ Chí Minh.
- Từ 01/2005 – 9-2007: Ủy viên Ban Thường vụ Thành Đoàn TP Hồ Chí Minh (từ 01/2005). 
  - Phó trường Ban Đại học chuyên nghiệp Thành Đoàn (từ 01/2005)
  - Bí thư Ban Cán sự Đoàn Đại học Quốc gia TP Hồ Chí Minh (từ 10/2005).
  - Phó Chủ tịch Hội sinh viên TP Hồ Chí Minh (từ 01/2005).
  - Ủy viên BCH Đảng bộ Đại học Quốc gia TP Hồ Chí Minh (từ 3/2006).
- Từ 9/2007 – 4/2009: 
  - Trưởng ban Thanh niên trường học Thành Đoàn TP Hồ Chí Minh (từ 9/2007).
  - Phó Bí thư Thành Đoàn (từ 10/2007).
  - Ủy viên BCH Trung ương Đoàn (từ 12/2007).
  - Chủ tịch Hội Sinh viên TP Hồ Chí Minh (từ 4/2008).
  - Phó Chủ tịch Trung ương Hội Sinh viên Việt Nam (từ 2/2009).

### Trung uơng Đoàn
- Từ 04/2009 – 2012: 
  - Ủy viên BCH Trung ương Đoàn, Phó Bí thư Thường trực, Trưởng Ban Thanh niên Trường học Thành Đoàn TP Hồ Chí Minh (từ 9/2009).
  - Phó Chủ tịch Trung ương Hội Sinh viên Việt Nam.
  - Chủ tịch Hội Sinh viên TP Hồ Chí Minh.[2]
- Tháng 3/2013: Ủy viên Ban Thường vụ Trung ương Đoàn, Phó Chủ tịch Trung ương Hội Sinh viên Việt Nam khóa VIII, Bí thư Thành Đoàn TP Hồ Chí Minh, Chủ tịch Hội LHTN Việt Nam TP Hồ Chí Minh.
- Tháng 7/2013: Thành ủy viên TP. Hồ Chí Minh.
- Chiều ngày 21/12/2013, tại Hội nghị Ban chấp hành Trung ương Đoàn lần thứ 4 – khóa X, Hội nghị đã bầu Lê Quốc Phong - Ủy viên Ban Thường vụ Trung ương Đoàn khóa X, Bí thư Thành Đoàn TP Hồ Chí Minh làm Bí thư Trung ương Đoàn. khóa X.[3]
- Tại Đại hội đại biểu toàn quốc Hội Sinh viên Việt Nam lần thứ IX diễn ra từ ngày 27-29/12/2013, Lê Quốc Phong - Bí thư Trung ương Đoàn khóa X được bầu làm Chủ tịch Trung ương Hội Sinh viên Việt Nam khóa IX, nhiệm kỳ 2013 - 2018.[4]
- Tại Đại hội đại biểu toàn quốc lần thứ XII của Đảng diễn ra từ ngày 20-28/1/2016 tại Hà Nội, Lê Quốc Phong - Bí thư Trung ương Đoàn, Chủ tịch Hội Sinh viên Việt Nam được bầu vào Ủy viên dự khuyết BCH Trung ương Đảng.[5]
- Tại Hội nghị Ban Chấp hành Trung ương Đoàn khóa X, ngày 21/4/2016 (Hà Nội), Lê Quốc Phong được bầu giữ chức Bí thư thứ nhất Trung ương Đoàn TNCS Hồ Chí Minh.[6]
- Ngày 12/12/2017, tại Hội nghị lần thứ nhất Ban chấp hành Trung ương Đoàn khóa XI đã bầu Ban Bí thư Trung ương Đoàn nhiệm kỳ 2017-2022, ông tái đắc cử Bí thư thứ nhất Trung ương Đoàn.[7]
- Ngày 19/7/2018, tại Hội nghị Uỷ ban Trung ương Hội Liên Hiệp Thanh niên Việt Nam lần thứ chín (mở rộng) khoá VII, nhiệm kỳ 2014-2019, ông được hiệp thương cử làm Chủ tịch Hội Liên hiệp Thanh niên Việt Nam khóa VII.

### Tỉnh Đồng Tháp
- Ngày 11/10/2020, Bộ Chính trị quyết định chỉ định ông tham gia Ban Chấp hành, Ban Thường vụ Tỉnh ủy Đồng Tháp nhiệm kỳ 2020 - 2025 và giới thiệu bầu giữ chức Bí thư Tỉnh ủy Đồng Tháp.[8]
- Ngày 20/10/2020, được bầu giữ chức Bí thư Tỉnh ủy Đồng Tháp nhiệm kỳ 2020-2025. Tại thời điểm được bầu, ông là Bí thư Tỉnh ủy trẻ nhất toàn quốc.
- Ngày 30 tháng 1 năm 2021, Tại Đại hội đại biểu toàn quốc lần thứ XIII của Đảng, đồng chí được bầu là Ủy viên Ban Chấp hành Trung ương Đảng Cộng sản Việt Nam khoá XIII, nhiệm kỳ 2021-2026.
- Từ tháng 7/2021- nay: ông là Ủy viên Trung ương Đảng khóa XIII; Bí thư Tỉnh ủy Đồng Tháp, Bí thư Đảng ủy Quân sự tỉnh, Trưởng Đoàn ĐBQH tỉnh Đồng Tháp; Đại biểu Quốc hội khóa XV, Ủy viên Ủy ban Khoa học, Công nghệ và Môi trường của Quốc hội.